# Valor real
Valor real, em economia, corresponde o valor nominal de algo depois de ajustado em relação à inflação (ou deflação), com base em um dado índice de preços. O valor real  será, portanto, o valor monetário nominal inflacionado (se houver inflação), ou deflacionado (se houver deflação). Ou seja, para  se obter o valor monetário real, deve-se expurgar o valor nominal  dos efeitos da inflação (ou da deflação).
O valor real está relacionado com o poder de compra da moeda.
"Deflacionar" significa, portanto, eliminar dos valores monetários nominais o efeito da inflação,  de modo que seja possível comparar  valores ao longo do tempo, tomando-se uma determinada data como base.
Assim  o valor nominal de um determinado  bem na data-base pode ser convertido em valor real na data atual e vice-versa. Para isso utiliza-se a seguinte fórmula:
Vr = Vn/Df.100
Onde:
Vr : valor real do bem (valor na data atual);
Vn: valor nominal do bem (valor na data-base);
Df: deflator (em número índice)